# ClickHouse
ClickHouse – relacyjna baza danych stworzona przez Yandex, początkowo używana w Yandex Metrica, a od 2016 roku rozpowszechniana na otwartej licencji Apache License 2.0.